# Stomaverpleegkundige
Een stomaverpleegkundige is een verpleegkundige met een vervolgopleiding die patiënten met een stoma begeleidt en eventueel de stoma verzorgt.

## Functie
Een stomaverpleegkundige is voor een stomapatiënt meestal het eerste aanspreekpunt. Wanneer een patiënt van de medisch specialist te horen krijgt geopereerd te zullen worden aan de darmen of blaas zal de patiënt meestal doorverwezen worden naar de stomaverpleegkundige. Deze zal samen met de patiënt en eventuele familie bespreken wat een stoma is en wat dit voor gevolgen heeft/kan hebben voor het leven van de patiënt. Ook voorlichting over de voorbereiding, uitvoering en nazorg van de desbetreffende operatie zal besproken worden. Wanneer de patiënt zijn stoma net heeft gekregen zal de stomaverpleegkundige de patiënt leren zijn stoma zelf te verzorgen en de stoma te observeren op eventuele ontstekingen of necrose.
De stomaverpleegkundige begeleidt ook stomapatiënten met de voorbereidingen voor een colonscopie.
Een stomaverpleegkundige heeft zijn eigen spreekkamer op de polikliniek van een ziekenhuis en zal dus alleen voor voorlichting op de verpleegafdeling te vinden zijn. Daarnaast zijn er steeds vaker stomaverpleegkundigen werkzaam in de thuiszorg en verpleeghuizen.

## Opleiding

### Nederland
Na het behalen van het diploma verpleegkunde kan men een 1-jarige opleiding tot stomaverpleegkundige volgen.
Lijst van verpleegkundige specialisaties · portaal · afbeeldingen